# Мирлин, Давид Наумович
Давид Наумович Мирлин (1925—2008) — советский и российский физик, доктор физико-математических наук, профессор, сотрудник Физико-технического института РАН.

## Биография
Родился 1 сентября 1925 года в Ленинграде. Блокадник, в 1942 году эвакуирован в Тихвин, где в 17-летнем возрасте призван в армию. Участник войны, радист зенитной батареи. Награждён орденом Отечественной войны II степени (20.10.1987) и медалью «За оборону Ленинграда». В 1945 году демобилизован по зрению и продолжил учёбу в средней школе.
Окончил физический факультет ЛГУ (1951).
Работал в Институте полупроводников АН СССР (1956—1972) и в Физико-техническом институте им. А. Ф. Иоффе (1972—2007), последняя должность — главный научный сотрудник.
В 1961 году защитил кандидатскую диссертацию по теме «Исследование низкочастотных флуктуаций проводимости в полупроводниках».
В 1971 году защитил докторскую диссертацию:
- Оптические исследования локализованных возбуждений в ионных кристаллах : диссертация … доктора физико-математических наук : 01.00.00. — Ленинград, 1970. — 309 с. : ил.

Лауреат Премии имени А. Ф. Иоффе 1990 года — за цикл работ «Спектроскопия горячей фотолюминесценции в полупроводниках».

## Семья
- Жена — Бирштейн, Татьяна Максимовна (1928—2022), доктор физико-математических наук.
  - Сын — физик Александр Давидович Мирлин (1962), доктор физико-математических наук (1999), профессор Университета Карлсруэ.
  - Дочь — Елена Давидовна Мирлина (1958), программист.

## Основные работы
- Поверхностные поляритоны : Электромагнит. волны на поверхностях и границах раздела сред / [Д. Н. Мирлин, Дж. Лагуа, Б. Фишер и др.]; Под ред. В. М. Аграновича, Д. Л. Миллса. — М. : Наука, 1985. — 525 с. : ил.; 26 см. — (Соврем. пробл. науки о конденсир. средах).
- Полупроводниковые болометры [Текст] / Д. Н. Мирлин; отв. ред. А. Ф. Иоффе ; ЛДНТП, ИП АН СССР. — Ленинград : ЛДНТП, 1957. — 37 с. : ил. — (Полупроводники; вып. 4).
- Б. П. Захарченя, Д. Н. Мирлин, В. И. Перель, И. И. Решина. Спектр и поляризация фотолюминесценции горячих электронов в полупроводниках. // УФН. — 1982. — Т. 136, вып. 3.
- Электрические флуктуации в полупроводниках / Д. Н. Мирлин. — С. 516—568. В книге: Полупроводники в науке и технике : [в 2 томах] / Акад. наук СССР, Ин-т полупроводников; [отв. ред. А. Ф. Иоффе]. — Ленинград : Издательство Академии наук СССР, 1957—1958. Т. 2. — 1958. — 658 с. : рис. ; 28 см. —).